# Oxymitra androgyna
Oxymitra androgyna là một loài rêu trong họ Oxymitraceae. Loài này được M. Howe mô tả khoa học đầu tiên.